# Herb Jefferson jr.
Herbert Jefferson, Jr. (Sandersville, 28 september 1946) is een Amerikaanse acteur. Hij is bij het grote publiek bekend geworden door zijn rol als de koloniale Viperpiloot Luitenant Boomer in de sciencefictionserie Battlestar Galactica. Hij had in de serie een achtergrond in de communicatietechniek.

## Filmografie
*Exclusief televisiefilms
- Quantum Quest: A Cassini Space Odyssey (2010, stem)
- Star Trek: Of Gods and Men (2007)
- They Would Love You in France (2003)
- D4G (2001)
- Apollo 13 (1995)
- Outbreak (1995)
- Battlestar Galactica (1978)
- Hangup (1974)
- The Black Godfather (1974)
- The Slams (1973)
- Detroit 9000 (1973)
- Black Gunn (1972)
- Private Duty Nurses (1971)
- Queimada (1969)

## Televisieseries
*Exclusief eenmalige (gast)rollen
- Sunset Beach - Chief Price (1999, twee afleveringen)
- The Dukes of Hazzard - Agent Walden (1084, twee afleveringen)
- The Devlin Connection - Otis Barnes (1982, twaalf afleveringen)
- Galactica 1980 - Colonel Boomer (1980, vijf afleveringen)
- Battlestar Galactica - Lieutenant Boomer (1978-1979, 21 afleveringen)
- Rich Man, Poor Man - Book II - Roy Dwyer (1976, vier afleveringen)
- Rich Man, Poor Man - Roy Dwyer (1976, drie afleveringen)

- Bibliothèque nationale de France: cb14024940t (data)
- International Standard Name Identifier: 0000 0000 0349 9610
- Library of Congress Control Number: n2013058407
- Système universitaire de documentation: 253404304
- Virtual International Authority File: 44498655
- WorldCat: E39PBJghjPKpvqwbFgQqJ8mjmd